# Dani češke kulture
Dani češke kulture je godišnja kulturna manifestacija koja se održava u Bjelovaru u Hrvatskoj, a kojom se promiče kultura Čeha u Hrvatskoj. Obično se održava početkom svibnja.

Prvi put se održala 2005. godine.
Pokrovitelji ove manifestacije su grad Bjelovar, Bjelovarsko-bilogorska županija i Savez Čeha u Republici Hrvatskoj. 
U dane održavanja ove manifestacije (2007. se održavala dva dana), bjelovarski izlozi se ukrašavaju češkim narodnim nošnjama, češkim staklom, posuđem i inim predmetima koji su bili u uporabi u starinskim kućanstvima hrvatskih Čeha.

## Vanjske poveznice
- Češka beseda Rijeka  Arhivirana inačica izvorne stranice od 9. listopada 2007. (Wayback Machine) Dani češke kulture